# Dijir, Bihor
Dijir (în maghiară Dizsér) este un sat în comuna Abram din județul Bihor, Crișana, România.

## Istoric
Denumiri succesive: 1410 Dizer, 1422 possesio volahalis Dyser, 1800 Dizsér, 1828 Dézser, 1851 Dizsér.

 Acest articol despre o localitate din județul Bihor este deocamdată un ciot. Puteți ajuta Wikipedia prin completarea lui.